# Joseph-Alphonse de Saignard de Choumouroux
Joseph-Alphonse-Marcellin-Bénigne de Saignard, comte de Choumouroux (15 mars 1788, Aubenas - 21 février 1872, Yssingeaux), est un homme politique français.

## Biographie
Issu d'une vieille famille noble du Velay et propriétaire à Yssingeaux, il est élu député du grand collège du département de la Haute-Loire le 22 août 1815.
Il vota avec la majorité de la Chambre introuvable. Mais comme il n'avait que vingt-huit ans, il ne fut pas réélu en 1816, pour cause d'insuffisance d'âge. 
Il devint alors maire d'Yssingeaux, et occupa ces fonctions jusqu'à la révolution de juillet 1830 ; il y fut rappelé plus tard en 1851.
Il devint conseiller général de la Haute-Loire en 1825 et en 1833, et chevalier de la Légion d'honneur du 19 mai 1825.
Il est le neveu du général Jacques-François-Henri Colonna d'Ornano et le gendre du marquis Charles Jean-Baptiste François du Crozet de Cumignat

## Sources
- « Joseph-Alphonse de Saignard de Choumouroux », dans Adolphe Robert et Gaston Cougny, Dictionnaire des parlementaires français, Edgar Bourloton, 1889-1891 [détail de l’édition]